# Turpinia arguta
Turpinia arguta är en pimpernötsväxtart som först beskrevs av John Lindley, och fick sitt nu gällande namn av Berthold Carl Seemann. Turpinia arguta ingår i släktet Turpinia och familjen pimpernötsväxter. Utöver nominatformen finns också underarten T. a. pubescens.